# 三並良
三並 良（みなみ はじめ、1865年11月20日（慶応元年10月3日） - 1940年（昭和15年）10月27日）は、日本のドイツ哲学者、牧師である。

## 経歴
出生から修学期
1865年(慶応元年)、伊予国松山（現・愛媛県松山市）で漢学者・歌原邁の子として生まれた。長じて母方の三並家を継いだ。同郷の正岡子規の母の従弟であり、実家も近所であり、松山中学時代の子規が「五友」の一人に数えるなど共に育った。1880年、松山中学に入学。しかし半年で退学し、県立医学校に入学。1882年夏に東京に出て、9月に本郷原要義塾に入学してドイツ語を学んだ。1983年に獨逸学協会学校に入学。ドイツ普及福音教会のウィルフリード・スピンナーに感化され、影響を受けた。1887年3月に新教神学校に入学。1891年に卒業。
神学校卒業後
卒業後、向軍治や丸山通一と共に普及福音教会を設立。そして、教会の機関紙『真理』の編集に携わった。1891年に壱岐坂教会の牧師となった。しかし、その後普及福音協会を離れ、ユニテリアンに加わった。1900年より日本ゆにてりあん協会機関紙『六合雑誌』の編集長を務めた。後に、ユニテリアンの牧師になり、日本ゆりてりあん協会の会長を務めた。
牧師として信仰の道に進んだが、その一方でドイツ語教育にも携わり、1899年に東京外語講師。翌1990年より陸軍教授。1908年からは第一高等学校を務めた。1910年、万国自由宗教大会の招きにより渡欧し、ベルリンほかで講演。
松山帰郷後
1918年に故郷へ戻り、松山高等学校創設に伴って着任し、ドイツ語教授を務めた。同校では教頭も務めた。1919年に日本ホーリネス教会の中田重治、無教会派の内村鑑三が起こした再臨運動に対して、日本組合基督教会の海老名弾正らと共に反対論を展開。1923年、脳出血を発症し、松山高等学校を退職。半身不随となったが、中野区宮園通の家を「三文字荘」と名づけて執筆や宗教雑誌の刊行を続けた。1935年、三並の呼びかけにより「普及福音協会創立50周年記念会」が開催された。
1940年、急性肺炎のため死去。

## 家族・親族
- 父：歌原邁は漢学者。邁の弟の誠が歌原家を継いだことから、三並良は母の三並家を継いだ。
- 叔母：歌原シゲは大原観山に嫁いだ。邁の姉。
- 従姉：正岡八重。正岡子規は俳人。

## 著作
著書
- 『福音書大觀』日本ゆにてりあん弘道會 1907
- 『眞人基督』六合雑誌社 1914
  - 再版 警醒社書店 1926
- 『オイケンの哲學』警醒社書店 1914
- 『生命中心の哲學』警醒社書店 1915
- 『オイケンと時代思想』通俗大學會 1916
- 『我れは斯く信ず』六合雑誌社 1918
- 『自由の認識』右文館 1921
- 『心理的闘病健康法』不二屋書房 1935
- 『日本に於ける自由基督教と其先駆者』三並著、原田瓊生編、文章院出版部 1935
  - 再版 日本図書センター 2003

訳書
- 『人生の意義と価値』オイケン著、大同館 1914
- 『軍国主義とは何ぞや』ナホム・ゴルトマン（英語版）著、通俗大學會 1917
- 『仏陀』セルゲイ・オルデンブルク著、梁江堂書房 1910
  - 再版 国書刊行会 1972